# Roca del Quer
La Roca del Quer és una muntanya de 1.268 metres que es troba al municipi de Ribes de Freser, a la comarca del Ripollès.